# 行為無価値
行為無価値（こういむかち、独：Handlungsunwert）とは、刑法学上の用語で、違法性の実質に於いて「その行為が刑法が規定する行動準則に反することを理由として受ける否定的評価」のことである。行為反価値と訳す者もいる。これに対し、結果無価値又は結果反価値とは、行為が法益の侵害もしくはその危険という結果を惹起した点に着目してこれに対して否定的な価値判断が下されたことをいう。

## 解説
「行為無価値」という概念は、もともとはドイツの刑法学者ハンス・ヴェルツェルが目的的行為論・人的不法論(Personale Unrechtsauffassung)を提唱するにあたり、違法性の実質における法益侵害説を「結果無価値」として批判するために定立したもので、全体主義化するナチス政権下において、従来の法益侵害説を基調とする自由主義的な旧派刑法理論を克服するための概念であった。
ヴェルツェルは、刑法の任務が社会倫理の心情（行為）価値の保護にあるとした上で、従来責任要素とされていた故意を目的を実現する為の手段である行為の本質的要素であるとして目的的行為論をとり、故意を構成要件の主観的要素であり、かつ、心情（行為）価値の否定である行為無価値こそ全ての犯罪における一般的無価値要素で不法の本質をなすものであるとする。このような見地からは、「結果無価値」は、人的に違法な行為の内部でのみ意義を有する非本質的な部分的要素にすぎないものと批判され、たとえ結果無価値が欠けても行為無価値が残る場合には処罰が可能であるとし、可罰的不能犯においては、主観説が採られることになった。また、ヴェルツェルは、経済的成長をつげる当時の社会的状況に応じて、全ての危険な行為を禁止すれば社会は停滞するとして、1861 年のミュンヘン控訴院判決を引用し、たとえ結果無価値が生じても行為無価値を欠く場合には処罰は許されないとして許された危険の法理を提唱したが、これがナチス時代に「社会的相当性」という概念に置換された。
日本では、戦後まもなく旧派刑法理論の立場から、主観主義の立場に立つ新派刑法理論との学派争いを止揚するものとして、平野龍一、平場安治、福田平らによって、ヴェルツェルの刑法理論が紹介され、その後、団藤重光が人的不法論を支持して「行為無価値論」が通説的な見解となった。尚、平野はその後に改説して結果無価値論をとる。
もっとも、近時「行為無価値論」という名称は、誤解を招くもので、問題があると主張されている。ヴェルツェルは、刑法の任務を社会倫理の心情価値の保護にあるとして、違法性の実質において規範違反説をとっていたことから、「行為無価値」という概念も規範違反説の延長線上にあるものとして理解されていたが、近時は、このような結びつきに疑問を呈し、「行為無価値」を、社会生活義務に違反する行為とか、社会相当性を欠く法益を侵害する行為等と定義して社会倫理とは一応区別し、行為無価値と結果無価値とを並列的に考慮するものが多数を占めている。ヴェルツェルの刑法理論は、行為無価値のみが不法の本質要素とする行為無価値一元論で、まさに行為無価値論とよぶのにふさわしいが、日本では、ドイツと異なり、人的不法論を支持するにあたっても目的的行為論とは切り離された形で採用され、不能犯においても具体的危険説がとられるのが一般であり、その限りで、「行為無価値（・結果無価値）二元論」ないし「折衷的行為無価値論」と呼ぶべきである。
これに対しては、「行為無価値二元論」を採用しつつ、結果無価値が欠けても行為無価値が残る場合の典型である、被害者の同意のある傷害の場合に、行為の目的が相当でないとして違法性阻却を認めないなど個別の解釈の結論が自らの主張と齟齬する見解もあり、かかる見解はなお「行為無価値論」と呼んでも差し支えがないとする者もいる。
日本の刑法学界では、団藤の後継者にして東大最後の行為無価値論者の教授である藤木英雄が夭折し、また、皮肉なことに、ヴェルツェルの紹介者の一人であった平野龍一が改説して「結果無価値論」を主張し、多くの門下生を育てたことにより、現在では、「結果無価値論」も有力になっており、その論者の中には「行為無価値論」は時代遅れとする意見が多いが、実務では、現在でも「行為無価値論」が主流であると言われている。

## 文献情報
- 松宮孝明「今日の日本刑法学とその課題」（立命館法学 2005年6号）※「行為無価値」「結果無価値」に関する簡明な解説あり。